# تشارلز رينكين
تشارلز رينكين (بالإنجليزية: Charles Renken)‏ (19 ديسمبر 1993 - ) هو لاعب كرة قدم أمريكي في مركز الوسط. شارك مع منتخب الولايات المتحدة تحت 20 سنة لكرة القدم. أما مع النوادي، فقد لعب مع بورتلاند تمبرز وفينيكس راسينغ ونادي سانت لويس.